# Могилевский, Давид Яковлевич
Дави́д Я́ковлевич Могиле́вский (14 (26) января 1893, Одесса — 28 сентября 1961, Ленинград) — российский советский музыкант, виолончелист, педагог, доцент (1940), профессор, Заслуженный артист РСФСР (1940) Заслуженный деятель искусств РСФСР (1957), бессменный виолончелист струнного Квартета имени А. К. Глазунова.  Брат Александра и Леонида Могилевских.

## Биография
Родился в семье учителя 14 (26) января 1893 года в Одессе, Российская империя.
В 1910 году окончил Одесское музыкальное училище по классу виолончели. Из-за бедственного положения семьи вынужден был рано начать концертную и педагогическую деятельность. Преподавал виолончель в Музыкальном училище Симферопольского отделении Императорского Русского музыкального общества (ИРМО).
Работал солистом-концертмейстером Московского симфонического оркестра под управлением С. А. Кусевицкого. Затем уехал в Баку, где с 1913 по 1914 год преподавал в Музыкальном училище ИРМО и одновременно играл в городском симфоническом оркестре, выступал в концертах соло. После возвращения в Одессу в 1914 году работал в качестве концертмейстера-солиста городского оперно-симфонического оркестра.
В 1917 году окончил Одесскую консерваторию, где учился в классе педагога Э. Ф. Брамбиллы, затем А. П. Мерка. После консерватории переехал в Петроград, где по конкурсу занял место концертмейстера-солиста Симфонического оркестра филармонии. Также был солистом оперно-симфонического оркестра Мариинского театра. В филармонии и в театре работал до 1919 года.
В 19919 году начал работу концертмейстером и дирижёром в Театре оперы и балета в Екатеринбурге. С 1920 по 1922 год был дирижёром оперно-симфонического оркестра в Перми, здесь поставил свыше 20 оперных спектаклей.
В 1922 году вернулся в Петроград, где стал бессменным виолончелистом струнного Квартета имени А. К. Глазунова. С этим коллективом с 1926 по 1927 год гастролировал по городам Советского Союза. В 1929 квартет начал гастроли за рубежом, посетив такие страны, как: Франция, Бельгия, Голландия, Германия и т. д.
Выступал с такими выдающимися музыкантами и дирижёрами, как Сергей Рахманинов, В. И. Сафонов, Александр Глазунов и др.
Написал более 50 обработок для струнного квартета произведений русских и зарубежных композиторов. Много времени уделял работой над репертуаром своего квартета, делал новые редакции, переложения и обработки. Принимал активное участие в составлении нотных сборников педагогического репертуара. Выступал в концертах Ленинградской филармонии, в программах Ленинградского радио и т. д.
С 1938 года начал преподавать в качестве исполняющим обязанности доцента в Ленинградской государственной консерватории. В 1940 году стал доцентом и получил звание «Заслуженный артист РСФСР».
Во время Великой Отечественной войны выступал с концертами на фронтах.
С 1949 по 1961 год преподавал профессором в Ленинградской консерватории. В 1957 году Могилевский был удостоен почётного звания «Заслуженный деятель искусств РСФСР».

## Память
- Композитор Георгий Свиридов посвятил Давиду Могилевскому фортепианное Трио[2].

## Архивные источники
- Личное дело Могилевского Д. Я. Архив СПбГК. Личные дела рабочих, служащих и студентов за 1936—1955. Д. 160. С. 59-73
- Личное дело Могилевского Д. Я. Архив СПбГК
- Личные дела профессорско-преподавательского состава, рабочих, служащих и Оперной студии Консерватории за 1962. Д. 48. С. 58-91.